# Clostridium aminovalericum
Clostridium aminovalericum è una specie di batterio appartenente alla famiglia delle Clostridiaceae.